# Glay (Doubs)
Glay é uma comuna francesa na região administrativa de Borgonha-Franco-Condado, no departamento de Doubs. Estende-se por uma área de 6,49 km². Em 2010 a comuna tinha 342 habitantes (densidade: 52,7 hab./km²).